# Русское зарубежье (кинофестиваль)
«Ру́сское зарубе́жье» — первый в истории отечественного фестивального движения и единственный в мире кинофорум, посвященный триумфу и трагедии российского изгнания и жизни русских зарубежных диаспор.
Кинофестиваль проходит в Москве, в Доме русского зарубежья имени Александра Солженицына, открываясь в знаковый для России день — 7 ноября. На конкурс представляются игровые и неигровые фильмы. Главный приз кинофорума — бронзовая скульптура «Философский пароход» (автор приза — московский скульптор Галина Шилина). Вручается за лучший игровой и лучший неигровой фильмы.
Периодически в рамках кинофестиваля проходит награждение видных деятелей культуры разных стран Медалью имени Михаила Чехова, которая вручается за выдающиеся достижения в области кинематографии и театрального искусства (автор медали — московский художник Игорь Хамраев).

## Официальная информация
Фестиваль учрежден в 2007 году Домом русского зарубежья имени Александра Солженицына и киностудией «Русский путь».
Организационный комитет кинофестиваля:
- Президент — Сергей Зайцев, кинорежиссёр, директор и художественный руководитель киностудии «Русский путь», член-корреспондент Национальной Академии кинематографических искусств и наук России, лауреат премии «Золотой Орел»
- Председатель организационного комитета — Виктор Москвин, кандидат исторических наук, член-корреспондент Российской академии естественных наук. Заслуженный работник культуры, член Совета по книгоизданию при Правительстве Москвы, художественного совета Театра на Таганке, оргбюро Литературной премии Александра Солженицына, заместитель председателя общественного совета при префекте ЦАО Москвы.

## Лауреаты фестиваля в номинации «Игровое кино»

### 2007 год
«Дневник его жены»— режиссёр Алексей Учитель (Россия)

### 2008 год
«Ниоткуда с любовью, или Весёлые похороны» — режиссёр Владимир Фокин (Россия)

### 2009 год
«Сезон туманов» — режиссёр Анна Чернакова (Великобритания)

### 2010 год
«Незнакомка» — режиссёр Джузеппе Торнаторе (Италия, Франция)

### 2011 год
«Разговор перед лицом молчания» — режиссёры Владимир Макарихин, Александра Равенских (Россия)

### 2012 год
«Коля» — режиссёр Ян Сверак (Чехия)

### 2013 год
«Чекист» — режиссёр Александр Рогожкин (Россия)

### 2014 год
«Маруся» — режиссёр Ева Перволовичи (Франция)

### 2015 год
«Слияние сердец» — режиссёр Хасан Кырач (Турция)

### 2016 год
Главный приз в номинации «Игровое кино» не присужден.

### 2017 год
«Рай» — режиссёр Андрей Кончаловский (Россия, Германия)

### 2018 год
«Роль» — режиссёр Константин Лопушанский (Россия)

### 2019 год
Главный приз в номинации «Игровое кино» не присужден.

### 2020 год
«Француз» — режиссёр Андрей Смирнов (Россия)

### 2021 год
«Клятва» — режиссёр Роман Нестеренко (Россия)

### 2022 год
Главный приз в номинации «Игровое кино» не присужден.

### 2023 год
«Портной из Бруклина» — режиссёр Евгений Серов (Россия) 

## Лауреаты фестиваля в номинации «Неигровое кино»

### 2007 год
«Чужая страна» — режиссёр Марина Разбежкина (Россия)

### 2008 год
«Вера и верность» — режиссёр Вячеслав Орехов (Россия)

### 2009 год
«Анастасия» — режиссёр Виктор Лисакович (Россия)

### 2010 год
«Иван Шмелев. Пути земные» — режиссёр Андрей Судиловский (Россия)

### 2011 год
«Отец Михаил. История одной семьи» — режиссёр Галина Огурная, автор идеи Елена Чавчавадзе (Россия)

### 2012 год
«Ромео и Джульетта в стране Советов» — режиссёр Иосиф Пастернак (Франция)

### 2013 год
«Письма в Россию» — режиссёр Антон Алексеев (Россия)

### 2014 год
«Николай Грешный» — режиссёр Владимир Козлов (Франция)

### 2015 год
«Последний рыцарь империи» — режиссёр Сергей Дебижев (Россия)

### 2016 год
«Наум Коржавин. Время дано…» — режиссёр Павел Мирзоев (Россия)

### 2017 год
«1917 — Истинный октябрь» — режиссёр Катрин Роте (Германия, Швейцария)

### 2018 год
«Далекие близкие» — режиссёры Марина Труш, Владимир Самородов (Россия)

### 2019 год
«1918. Бегство из России» — режиссёр Рубен Росселло (Швейцария)
«Женский день» — режиссёр Доля Гавански (Великобритания)

### 2020 год
«Возвращение Пьера Жильяра» — режиссёры Людмила Шахт, Константин Козлов (Россия)

### 2021 год
«Софья Федорченко, сестра милосердия, или Как отомстил Демьян» — режиссёр Игорь Холодков (Россия), автор сценария Наталия Спиридонова, телерадиокомпания «Плеяда».

### 2022 год
«Мой дед - цыган Шапиро» — режиссёр Игорь Холодков (Россия) 
«Голубоглазый японец» — режиссёр Чавдар Георгиев (Россия, США, Япония) 

### 2023 год
«Святой Архипелаг» — режиссёр Сергей Дебижев (Россия) 

## Специальные награды

### 2007 год
- Диплом Дома русского зарубежья имени Александра Солженицына:
  - режиссёру фильма «Ракушка» Фотини Сископулу (Греция)
- Диплом киностудии и киноклуба «Русский путь»:
  - режиссёру фильма «Конец белых атаманов» Нине Соболевой (Россия)
- Специальные дипломы жюри:
  - режиссёру фильма «Дети СССР» Феликсу Герчикову (Израиль)
  - режиссёру фильма «Владимир Зворыкин. Русский подарок Америке» Ирине Голубевой (Россия)

### 2008 год
- Диплом Дома русского зарубежья имени Александра Солженицына:
  - режиссёру фильма «Земля российского владения или Happy Alaska Day» Борису Сарахатунову (Россия)
- Диплом киностудии и киноклуба «Русский путь»:
  - режиссёру фильма «У края синего-синего моря» Ирине Бойко (Греция)
- Специальные дипломы жюри:
  - режиссёру фильма «Сорок оттенков грусти» Айре Саксу (США)
  - режиссёру фильма «Цвет времени» Константину Косатову (Россия)
- Дипломы МКФ «Русское зарубежье»:
  - режиссёру фильма «Русская Коста-Рика» Александру Маркову (Россия)
  - режиссёру фильма «Апостол любви. Выбор пути» Валентине Матвеевой (Россия)
  - режиссёру фильма «Как сон» Марлен Ионеско (Франция)
  - Людмиле Касаткиной (Россия) — «За воплощение на экране неповторимых женских образов, олицетворяющих саму Россию вне пространства и времени»
  - Сергею Колосову (Россия) — «За создание фильмов, посвященных подвигам наших соотечественников на Родине и в изгнании и вошедших в золотой фонд мирового кинематографа»
- Лучший актёр года — Александр Абдулов (Россия) — «Ниоткуда с любовью, или Весёлые похороны», режиссёр Владимир Фокин
- Лучшая актриса года — Дина Корзун (Россия) — «Сорок оттенков грусти», режиссёр Айра Сакс
- Лучший актёр второго плана — Ави Кушнир (США) — «Полурусская история»
- Лучшая актриса второго плана — Лия Ахеджакова (Россия) — «Ниоткуда с любовью или Веселые похороны», режиссёр Владимир Фокин

### 2009 год
- Диплом Дома русского зарубежья имени Александра Солженицына:
  - продюсеру проекта «Русские без России» Елене Чавчавадзе (Россия)
- Диплом киностудии и киноклуба «Русский путь»:
  - режиссёру фильма «Мой класс» Екатерине Ерёменко (Германия)
- Специальный диплом жюри:
  - режиссёру фильма «Кадетская перекличка» Валерию и Людмиле Дёминым (Россия)
- Дипломы МКФ «Русское зарубежье»:
- Лучший актёр года — Сергей Чонишвили (Россия), роль музыканта Саши в фильме «Сезон туманов», режиссёр Анна Чернакова
- Лучшая актриса года — Екатерина Васильева (Россия), роль матери главного героя в исторической драме «Кромовъ», режиссёр Андрей Разенков

### 2010 год
- Дипломы Дома русского зарубежья имени Александра Солженицына:
  - авторам фильма «Остров Лемнос. Русская Голгофа» Галине Огурной и Елене Чавчавадзе (Россия)
  - режиссёру князю Александру Долгорукому (Франция) — «За вклад в сохранение русской культуры за рубежом»
- Диплом киностудии и киноклуба «Русский путь»:
  - режиссёру и продюсеру Григорию Амнуэлю (Россия) — «За многолетний просветительский труд в неигровом кинематографе»
- Специальные дипломы жюри:
  - режиссёру фильма «Сопротивление русского француза» Юрию Малюгину (Россия)
  - режиссёру фильма «Из Москвы в Верден» Марселе Ферару (Франция)
  - режиссёру фильма «Юнкера» Игорю Черницкому (Россия)
  - режиссёру фильма «Событие» Андрею Эшпаю (Россия)
- Специальный диплом «Приз зрительских симпатий»:
  - авторам фильма «Аксаковы. Семейные хроники» Игорю Калядину и Алексею Кулешову (Россия)

### 2011 год
- Дипломы Дома русского зарубежья имени Александра Солженицына:
  - режиссёру фильма «Эмка Мандель с Колборн Роуд, 28» Павлу Мирзоеву
  - режиссёру фильма «Николай Романов. Обретенная Россия» Жилю Вюиссо (Швейцария) и продюсеру Александру Меженскому
  - режиссёру фильма «Степи» Робу Нильссону (США)
- Специальные дипломы жюри:
  - режиссёру фильма «Бронзовый апрель — глазами русских» Олегу Беседину (Эстония)
  - режиссёру фильма «Белая графиня» Джеймсу Айвори (США)

### 2012 год
- Специальный диплом Дома русского зарубежья имени Александра Солженицына:
  - авторам фильма «Не будем проклинать изгнание» Михаилу Демурову и Виктору Эпштейну (Россия), передавшим свой богатейший видеоархив в фонд Дома русского зарубежья имени Александра Солженицына
- Диплом Дома русского зарубежья имени Александра Солженицына:
  - режиссёру фильма «Тихон Троянов. Русский адвокат в Женеве» Жилю Вюиссо (Швейцария)
- Диплом киностудии и киноклуба «Русский путь»:
  - режиссёру фильма «Набоков. Счастливые годы» Марии Герштейн (США)
- Специальные дипломы жюри:
  - режиссёру фильма «На Муромской дорожке» Фёдору Петрухину (Россия)
  - режиссёру фильма «И целой жизни стоит» Вадиму Цаликову (Россия)
- Специальный приз от фотохудожника Сергея Стрельникова — автору и режиссёру фильма «Константин Мельник» Григорию Илугдину (Россия)
- Дипломы МКФ «Русское зарубежье»:
  - продюсеру Марине Тэе (Эстония) — «За вклад в сохранение русской культуры в Эстонии»
  - композитору Николаю Романову (Россия) — «За оригинальное музыкальное решение в фильме Игоря Черницкого „Подпоручикъ Ромашовъ“»
  - руководителю Фестиваля Европейского и независимого кино EURO-INFILM (Нови Сад, Сербия) Джорджу Качански — «За вклад в укрепление и развитие культурных отношений между Россией и Сербией»
  - режиссёру фильма «Господа офицеры. Спасти императора» Олегу Фомину (Россия)

### 2013 год
- Диплом Дома русского зарубежья имени Александра Солженицына:
  - режиссёрам фильма «Спасти и сохранить» Андрею Осипову и Евгению Малевскому
- Специальные дипломы жюри:
  - режиссёру фильма «Аркадий Кошко — гений русского сыска» Екатерине Аккуратовой (Россия)
  - режиссёру фильма «Защита Лужина» Марлен Горрис (Нидерланды)
- Дипломы МКФ «Русское зарубежье»:
  - музыканту и потомку первой волны русской эмиграции Андрею Шестопалову (Франция) — «За сохранение русской культуры во Франции»
  - историку Михаилу Талалаю (Италия) — «За сохранение русской культуры в Италии»
  - режиссёру Борису Сарахатунову (Россия) — «За вклад в развитие отечественного неигрового кино»
  - режиссёру фильма «Рудольф Нуреев. Мятежный демон» Татьяне Маловой (Россия)

### 2014 год
- Дипломы Дома русского зарубежья имени Александра Солженицына и киностудии «Русский путь»:
  - режиссёру фильма «Высокая ставка» Виктору Лисаковичу (Россия)
  - композитору Сергею Баневичу (Россия) — «За музыку к фильму „Князь Олег. Не хочу умереть без славы“»
  - кинооператору Николаю Волкову (Россия) — «За операторскую работу в фильме „Князь Олег. Не хочу умереть без славы“»
  - актёру Кириллу Плетнёву (Россия) — «Лучший актёр второго плана» — за роль в фильме «Форт Росс. В поисках приключений»
- Специальные дипломы жюри:
  - режиссёру фильма «Начать жизнь сначала» Ивану Твердовскому (Россия)
  - режиссёру фильма «Даунтаун Экспресс» Дэвиду Грубину (США)
- Специальные дипломы Евразийской академии телевидения и радио:
  - режиссёру фильма «Князь Олег. Не хочу умереть без славы» Константину Артюхову (Россия)
  - режиссёру фильма «Долгая дорога судьбы» Дмитрию Лю (Китай)
- Специальный приз и диплом международного аналитического журнала «Геополитика»[6]:
  - режиссёру фильма «Долгая дорога судьбы» Дмитрию Лю (Китай)[7][8]

### 2015 год
- Диплом Дома русского зарубежья имени Александра Солженицына и киностудии «Русский путь»:
  - актрисе Зое Кайдановской (Россия) — за исполнение роли Ольги Дмитриевой в фильме «Элизиум», режиссёр Андрей Эшпай
- Специальные дипломы жюри:
  - режиссёру фильма «Кадриль над Тянь-Шанем» Надежде Поповой (Россия)
  - режиссёру фильма «Батальонъ» Дмитрию Месхиеву (Россия)
- Дипломы МКФ «Русское зарубежье»:
  - Патрику Каменке (Франция) — «За сохранение памяти о русских кинематографистах во Франции»
  - режиссёрам фильма «Альбатрос. Выстоять в бурю» Жану-Мари Буле и Жерому-Диаману Бержеру (Франция) — «За сохранение памяти о русских кинематографистах во Франции»
  - продюсеру Александру Меженскому (Швейцария) — «За многолетнюю просветительскую деятельность и вклад в сохранение русской культуры в Швейцарии»
  - директору ВГТРК-Курск Михаилу Лукашу (Россия) — "За освещение на телеканале малоизвестных страниц истории русского зарубежья и создание фильма «Букет для Плевицкой»
  - композитору Андрею Яковлевичу Эшпаю (Россия) — «За вклад в российскую музыкальную культуру»
  - режиссёру фильма "Пассажиры «Философского парохода»" Галине Леонтьевой (Россия) — «За сохранение классических традиций в русском кинематографе»
  - актрисе Марии Ароновой (Россия) — «Лучшая женская роль» — за роль в фильме «Батальонъ», режиссёр Дмитрий Месхиев
  - оператору Сергею Юриздицкому (Россия) — «За лучшую операторскую работу», фильм «Элизиум», режиссёр Андрей Эшпай
- Специальные дипломы Евразийской академии телевидения и радио:
  - режиссёру Евгению Цымбалу (Россия) — "За творческое раскрытие темы в фильме «Валентина Кропивницкая: В поисках потерянного рая»
  - «Ассоциации кино План-Фикс» (Швейцария) — «За вклад в сохранение ценных исторических свидетельств»
- Специальный приз и диплом международного аналитического журнала «Геополитика»[9]:
  - режиссёру фильма «Ядерная любовь» Ирине Бахтиной (Россия)

### 2016 год
- Диплом Дома русского зарубежья имени Александра Солженицына:
  - создателям фильма «Врангель. Путь русского генерала» Елене Чавчавадзе и Галине Огурной (Россия)
- Специальные дипломы жюри:
  - режиссёру фильма «Россия — Германия. Путь в тысячу лет» Елене Раздорской (Россия)
  - режиссёру фильма «Ангелы революции» Алексею Федорченко (Россия)
  - режиссёру фильма «Контрибуция» Сергею Снежкину (Россия)
- Диплом «Специальное упоминание жюри»:
  - режиссёру фильма «Забайкальская одиссея» Сергею Головецкому (Россия)
- Диплом Президента Международного кинофестиваля «Русское зарубежье»:
  - режиссёру фильма «В поисках рая» Ирине Бахтиной (Россия)
- Специальные дипломы МКФ «Русское зарубежье»:
  - режиссёру фильма «Отец» Фёдору Токмакову (Австралия) — «За вклад в сохранение памяти о русских изгнанниках и забайкальском казачестве»
  - общественному деятелю, педагогу-хореографу Александру Ильину (Австралия) — «За вклад в сохранение Русской культуры в Австралии»
  - председателю благотворительной и культурно-просветительской ассоциации «Вокруг России», общественному деятелю Кире Рюшти (Франция) — «За вклад в сохранение Русской культуры во Франции»
  - заместителю председателя Музея-архива русской культуры в Сан-Франциско Иву Франкьену (США) — «За вклад в сохранение Русской культуры в США»
  - журналисту, главному редактору русскоязычного журнала в Великобритании «Британский стиль» Андрею Харченко (Англия) — «За вклад в сохранение Русской культуры в Великобритании»
  - журналисту, главному редактору журнала «Русская Швейцария» Александру Песке (Швейцария) — «За вклад в сохранение Русской культуры в Швейцарии»
  - преподавателю русского языка Олесе Хариной (Австралия) — «За приверженность традициям Русской культуры»
  - кинорежиссёру Римме Голиковой (Австралия) — «За вклад в сохранение Русской культуры в Австралии»
- Диплом партнера МКФ «Русское зарубежье» — Международного фестиваля православного кино в Сербии «Сильные духом»:
  - режиссёру фильма «Не только за грехи наши…» Людмиле Коршик (Россия)
- Специальный приз и диплом международного аналитического журнала «Геополитика»[9]:
  - режиссёру фильма «„Белла, чао“, или Цветок на память» Валерии Ловковой (Россия)

### 2017 год
- Специальные дипломы жюри:
  - режиссёру фильма «Замёрзшие души» Софи Бартез (США, Франция)
  - режиссёрам фильма «Володя» Сильване и Ане Марии Ярмолюк (Аргентина)
- Специальные дипломы МКФ «Русское зарубежье»:
  - режиссёру фильма «Купец на все времена. Виртуальный музей Сергея Дягилева» Светлане Астрецовой (Россия) — «За освещение малоизвестных страниц истории Русской культуры за рубежом»
  - филологу-русисту, исследователю русского зарубежья в Ливане Татьяне Бахер (Ливан) — «За вклад в сохранение Русской культуры в Ливане»
  - публицисту, общественному деятелю Ирине Аполлоновой (Австралия) — «За вклад в сохранение Русской культуры в Австралии»
  - главному редактору журнала «Австралиада» Наталье Мельниковой (Австралия) — «За вклад в сохранение Русской культуры в Австралии»
- Награды Международного центра развития социальных программ «Образование — для гуманитарного сотрудничества»:
  - специальный приз режиссёру фильма «Дым Отечества» Алексею Погребному (Россия)
  - специальный диплом режиссёру фильма «Православие в Китае» Владимиру Асмирко (Россия)
- Специальный приз Международного Фонда «Под Покровом Богородицы»:
  - режиссёру фильма «Раскаленный хаос» Сергею Дебижеву (Россия)

### 2018 год
- Специальные дипломы жюри:
  - режиссёру фильма «Придел ангела» Николаю Дрейдену (Россия)
  - режиссёру фильма «Апостол радости» Андрею Железнякову (Россия)
- Специальные дипломы МКФ «Русское зарубежье»:
  - архитектору и художнику Григорию Серову — «За вклад в сохранение Русской культуры в Ливане»
  - художественному руководителю и дирижёру Сиднейского оркестра русских народных инструментов «Балалайка» Виктору Сергию — «За вклад в сохранение Русской культуры в Австралии»
  - специалисту по истории русского зарубежья, филологу Ирине Ивановой — «За вклад в сохранение Русской культуры в Швейцарии»
  - драматургу, актёру, поэту Юрию Юрченко[укр.] — «За вклад в сохранение Русской культуры во Франции»
  - Председателю Всемирного координационного совета российских соотечественников Михаилу Дроздову — «За вклад в сохранение наследия Русского зарубежья в Китае»
  - руководителю Историко-культурного Комитета Русско-американской научной Ассоциации, доктору Сергею Часовских — «За вклад в сохранение Русской науки и культуры в США»
- Специальный диплом Дома русского зарубежья имени А.Солженицына и киностудии «Русский путь»:
  - создателям фильма «Вячеслав Быков, хоккеист, игрок в центре» Вячеславу Быкову, Александру Меженскому, Бастьену Жену «За вклад в укрепление и развитие культурных отношений между Россией и Швейцарией»
- Специальный приз Международного центра развития социальных программ «Образование — для гуманитарного сотрудничества»:
  - режиссёрам фильма «Оскар» Евгению Цымбалу и Александру Смолянскому (Россия)
- Диплом партнера МКФ «Русское зарубежье» — Международного фестиваля православного кино в Сербии «Сильные духом»:
  - режиссёру фильма «Спасение» Владимиру Герчикову (Россия)
  - режиссёру фильма «Апостол радости» Андрею Железнякову (Россия)

### 2019 год
- Специальные дипломы жюри:
  - режиссёру фильма «Сын» Вячеславу Россу (Россия)
  - режиссёру фильма «Строгановы. Елена последняя» Сергею Майорову (Россия)
- Специальные дипломы МКФ «Русское зарубежье»:
  - юному актёру Арсению Ромашину «За правдивое исполнение роли Ивана в фильме „Сын“», режиссёр Вячеслав Росс (Россия)
  - режиссёру фильма «В плену у сакуры» Масаки Иноуэ (Япония) «За освещение важного этапа в истории отношений между Японией и Россией»
- Дипломы Дома русского зарубежья имени Александра Солженицына:
  - режиссёру фильма «Женщины ГУЛага» Марианне Яровской[англ.] (США) «За вклад в сохранение памяти о жертвах политических репрессий в СССР»
  - режиссёру фильма «Вертинский. Одинокий странник» Светлане Астрецовой (Россия) «За освещение малоизвестных страниц биографии великого русского артиста»
  - режиссёру фильма «Юрий Кублановский. Родина рядом» Алексею Бурыкину (Россия) «За талантливое воплощение образов современной русской литературы в неигровом кино»
- Специальный приз Международного центра развития социальных программ «Образование — для гуманитарного сотрудничества»:
  - режиссёру фильма «Белые русские» Иву Риу (Франция) «За сохранение памяти о русской эмиграции во Франции»
- Дипломы партнера МКФ «Русское зарубежье» — Международного фестиваля православного кино в Сербии «Сильные духом»:
  - режиссёру фильма «Место, подобное раю небесному» Татьяне Оганян (Россия)
  - режиссёру фильма «Православие на Британских островах» Валерию Шеховцову (Россия)

### 2020 год
- Специальные дипломы жюри:
  - режиссёру фильма «Апостасия» Алексею Мурадову (Россия)
  - режиссёру фильма «Андрей Тарковский. Кино как молитва» Андрею Тарковскому-младшему (Италия, Россия, Швейция)

### 2021 год
- Специальные дипломы жюри:
  - режиссёру фильма «Последний подвиг адмирала. Правда о золотом запасе Колчака» Марии Аристовой (Россия)
  - режиссёру фильма «Кроличья лапа» Нане Джорджадзе (Россия)
- Специальный приз и диплом Дома русского зарубежья имени Александра Солженицына:
  - режиссёру фильма «Два дневника» Дмитрию Новикову (Россия) - «За утверждение гуманистических идеалов и поиск новых выразительных средств в неигровом художественном кино»
- Специальные дипломы Дома русского зарубежья имени Александра Солженицына:
  - художнику Наталье Шевченко (Россия) - «За вклад в сохранение памяти о русских изгнанниках»
  - режиссеру фильма «Гудбай, Америка» Сарику Андреасяну (Россия) - «За популяризацию идеи сохранения целостности российского общества»
- Специальный приз имени Сергея Голлербаха:
  - режиссёру фильма «Харджиев. Последний русский футурист» Лилии Вьюгиной (Россия) - «За лучший фильм об искусстве»
- Специальные дипломы МКФ «Русское зарубежье»:
  - актрисе Виктории Толстогановой — «Лучшая женская роль» - за роль в фильме «На дальних рубежах», режиссер Максим Дашкин
  - актеру Дмитрию Нагиеву — «Лучшая мужская роль» - за роль в фильме «Гудбай, Америка», режиссер Сарик Андреасян
  - режиссеру Александру Куприну — «За вклад в развитие православной культуры в кинематографе»
  - продюсеру Владимиру Ястребе — «За вклад в сохранение Русской культуры в Болгарии»
  - режиссеру-документалисту Георгию Селинскому — «За вклад в сохранение Русской культуры в США»
  - режиссеру, сценаристу, продюсеру, телеведущему Максиму Кравчинскому — «За вклад в сохранение Русской культуры в Канаде»
  - режиссеру и продюсеру Олегу Беседину — «За вклад в сохранение Русской культуры в Эстонии»
  - театроведу Ирине Герасименко — «За вклад в сохранение Русской культуры в Польше»
  - филологу, профессору Белградского университета Ирине Антанасиевич — «За вклад в сохранение Русской культуры в Сербии»
- Специальный приз Президента МКФ «Русское зарубежье»:
  - режиссеру фильма «Обычный день квалифицированного безработного» Александру Беденко (Франция) — «За блестящую режиссуру»
- Специальный приз киностудии «Русский путь»:
  - режиссёру фильма «Теория хаоса» Сергею Дебижеву (Россия) - «За оригинальность формы и простоту изложения важных фактов трагической истории России XX века»
- Диплом партнера МКФ «Русское зарубежье» — Международного фестиваля православного кино в Сербии «Сильные духом»:
  - режиссёру фильма «Монахиня Амвросия (Хромова) «Бутовский реквием» Екатерине Кричко (Россия)
- Приз Ассамблеи народов Евразии «Возвращение памяти Отечества»:
  - режиссёру фильма «Игорь Устинов, скульптор. Посвятить искусство жизни» Александру Меженскому (Швейцария)

### 2022 год
- Специальные дипломы жюри:
  - режиссёру фильма «BLACK TO USSR» Дарии да Консейсао (Россия, Мозамбик, ЮАР)
  - режиссёру фильма «Дорогие товарищи!» Андрею Кончаловскому (Россия)
- Специальные дипломы Дома русского зарубежья имени Александра Солженицына:
  - автору фильма «Гибель Империи. Российский урок» митрополиту Псковскому и Порховскому Тихону (Шевкунову) (Россия) - «За достоверное всестороннее освещение трагических событий истории России начала XX века»
  - режиссёру фильма «Мой брат доктор Мольс» Вадиму Цаликову (Россия) - «За проникновенный кинорассказ о сохранении семейных ценностей и вклад в укрепление отношений между Россией и Бельгией»
- Специальный приз имени Сергея Голлербаха:
  - режиссёру фильма «Эрнест Бо. Император русской парфюмерии» Андрею Вязигину (Россия) - «За лучший фильм об искусстве»
- Диплом жюри:
  - актеру Сергею Эрлишу — «За редкий дар выразить в роли второго плана судьбу и время», фильм «Дорогие товарищи!», режиссёр Андрей Кончалоский (Россия)
- Диплом киностудии «Русский путь»:
  - актеру Владимиру Левченко - «За правдивое исполнение главной роли», фильм «Плакать нельзя», режиссёр Наталья Назарова (Россия)
- Диплом Международной академии телевидения и радио:
  - режиссёру фильма «Голливудская история» Светлане Резвушкиной (Россия) - «За верность профессии»
- Диплом Гильдии продюсеров и организаторов кинопроцесса Союза кинематографистов России:
  - продюсеру фильма «Мой дед – цыган Шапиро» Ирине Васильевой (Россия)

### 2023 год
- Специальные дипломы жюри:
  - режиссёрам фильма «Боже! Чувствую приближение твоё!» Николаю Бурляеву и Дмитрию Чернецову (Россия) [10]
  - режиссёру фильма «История одной картины» Руслану Магомадову (Россия)
- Специальный диплом Дома русского зарубежья имени Александра Солженицына:
  - режиссёру фильма «Наследник даурских казаков» Сергею Головецкому (Россия) - «За многогранное освещение традиций русского казачества»
- Специальный приз имени Сергея Голлербаха:
  - режиссёру фильма «Цветаевы» Станиславу Раздорскому (Россия) - «За лучший фильм об искусстве»
- Диплом "Специальное упоминание председателя жюри":
  - режиссёру фильма «Фаза Луны» Андрею Осипову (Россия) [11]
- Диплом жюри:
  - Сергею Пускепалису и Юрию Ваксману - «За яркий актёрский дуэт в фильме «Портной из Бруклина», режиссёр Евгений Серов (Россия) [12]
- Специальный приз и диплом президента кинофестиваля «Русское зарубежье»:
  - режиссёру Александре Андроновой - «За создание фильма «Узкая дорога» (Россия)
- Диплом президента кинофестиваля «Русское зарубежье»:
  - режиссёру Альгису Арлаускасу - «За создание фильма «Перевод» (Россия-Испания)
  - кинооператору, режиссёру, уроженцу города Харбина Игорю Храплюку-Познанскому [13]
- Диплом киностудии «Русский путь»:
  - режиссёру фильма «Женщина в чёрном» (Россия) Ренато Боррайо - «За утверждение основ христианского миросозерцания»

## Лауреаты медали имени Михаила Чехова
- 2008 — Джоанна Мерлин — ученица Михаила Чехова, актриса, кастинг-директор, президент Ассоциации Михаила Чехова
- 2008 — Никита Михалков — российский актёр и кинорежиссёр, народный артист РСФСР (1984) Председатель Союза кинематографистов России
- 2008 — Сергей Юрский — советский и российский актёр театра и кино, театральный режиссёр, сценарист, народный артист РСФСР (1987)
- 2009 — Марина Влади — французская актриса кино, театра, телевидения, певица
- 2009 — Тонино Гуэрра — итальянский поэт, писатель и сценарист
- 2009 — Николай Караченцов — советский и российский актёр театра и кино, Народный артист РСФСР (1989)
- 2010 — Владислав Микоша — народный артист СССР, кинооператор (посмертно)
- 2010 — Владимир Этуш — народный артист СССР
- 2010 — Хелен Миррен — актриса (Великобритания)
- 2011 — Кирилл Арнштам — художник (Франция)
- 2011 — Галина Вишневская — народная артистка СССР
- 2011 — Горан Брегович — композитор (Сербия)
- 2012 — Юрий Соломин — народный артист СССР
- 2013 — Георгий Натансон — народный артист России
- 2014 — Юл Бриннер — актёр (США) (посмертно)
- 2015 — Наталья Назарова — сценарист, режиссёр, педагог, актриса
- 2015 — Майя Плисецкая — народная артистка СССР, балерина (посмертно)
- 2015 — Нэлли Фомина — художник по костюмам
- 2016 — Александр Петров — художник-мультипликатор, заслуженный деятель искусств Российской Федерации
- 2017 — Анна Каменкова — актриса театра и кино, заслуженная артистка РСФСР
- 2017 — Сергей Баневич — композитор, заслуженный деятель искусств РСФСР
- 2018 — Сергей Астахов — кинооператор
- 2019 — Валерий Кострин — художник-постановщик
- 2020 — Роланд Казарян — звукорежиссер, заслуженный деятель искусств Российской Федерации
- 2021 — Питер Устинов — актер, режиссёр, сценарист, писатель, дважды лауреат премии «Оскар» (Великобритания) (посмертно)
- 2021 — Андрей Осипов — кинорежиссёр, заслуженный деятель искусств Российской Федерации
- 2022 — Владимир Мартынов — композитор, лауреат Государственной премии Российской Федерации [14]
- 2023 — Александр Збруев — народный артист РСФСР [15]
- 2023 — Андрей Дрознин — актёр, режиссёр, педагог, заслуженный деятель искусств Российской Федерации [16]
- 2023 — Борис Любимов — театровед, педагог, театральный критик, заслуженный деятель искусств РСФСР [17]